# Польминьяк
Польминья́к (фр. и окс. Polminhac) — коммуна во Франции, находится в регионе Овернь. Департамент — Канталь. Входит в состав кантона Вик-сюр-Сер. Округ коммуны — Орийак.
Код INSEE коммуны — 15154.
Коммуна расположена приблизительно в 440 км к югу от Парижа, в 105 км юго-западнее Клермон-Феррана, в 12 км к востоку от Орийака.

## Население
Население коммуны на 2008 год составляло 1107 человек.
| 1962 | 1968 | 1975 | 1982 | 1990 | 1999 | 2008 |
| ---- | ---- | ---- | ---- | ---- | ---- | ---- |
| 1009 | 1012 | 1132 | 1176 | 1135 | 1156 | 1107 |

## Экономика
В 2007 году среди 701 человека в трудоспособном возрасте (15—64 лет) 524 были экономически активными, 177 — неактивными (показатель активности — 74,8 %, в 1999 году было 70,8 %). Из 524 активных работали 498 человек (262 мужчины и 236 женщин), безработных было 26 (9 мужчин и 17 женщин). Среди 177 неактивных 49 человек были учениками или студентами, 91 — пенсионерами, 37 были неактивными по другим причинам.

## Достопримечательности
- Замок Ла-Кавад (XVII век). Памятник истории с 1986 года[3]
- Замок Пестей[фр.] (XIX век). Памятник истории с 1994 года[4]
- Замок Виксуз[англ.] (XIII век). Памятник истории с 2000 года[5]
- Церковь Сен-Виктор (XII—XIII века). Памятник истории с 1927 года[6]
- Придорожный крест (XVI век). Памятник истории с 1971 года[7]

## Фотогалерея

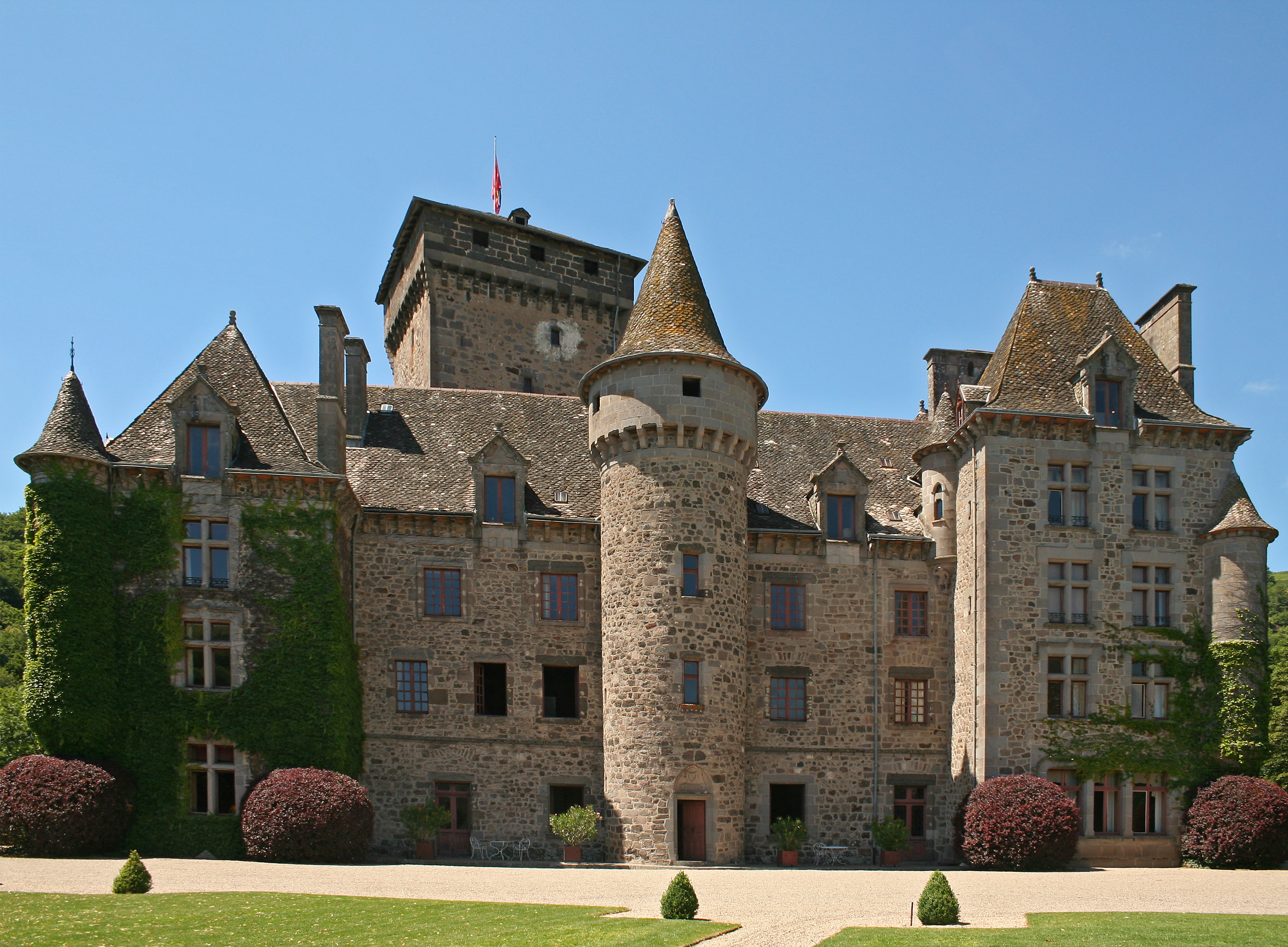
Замок Пестей
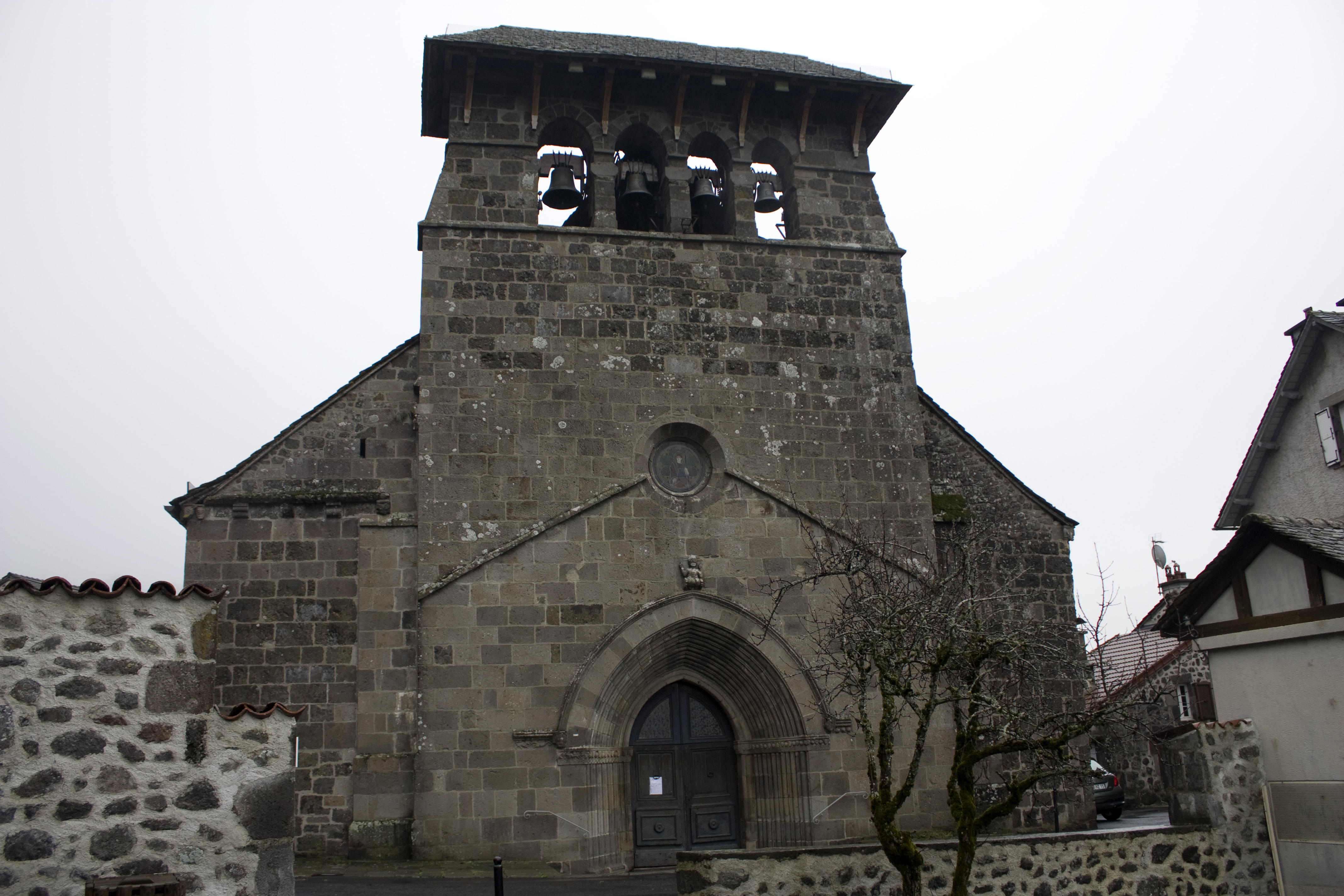
Церковь Сен-Виктор
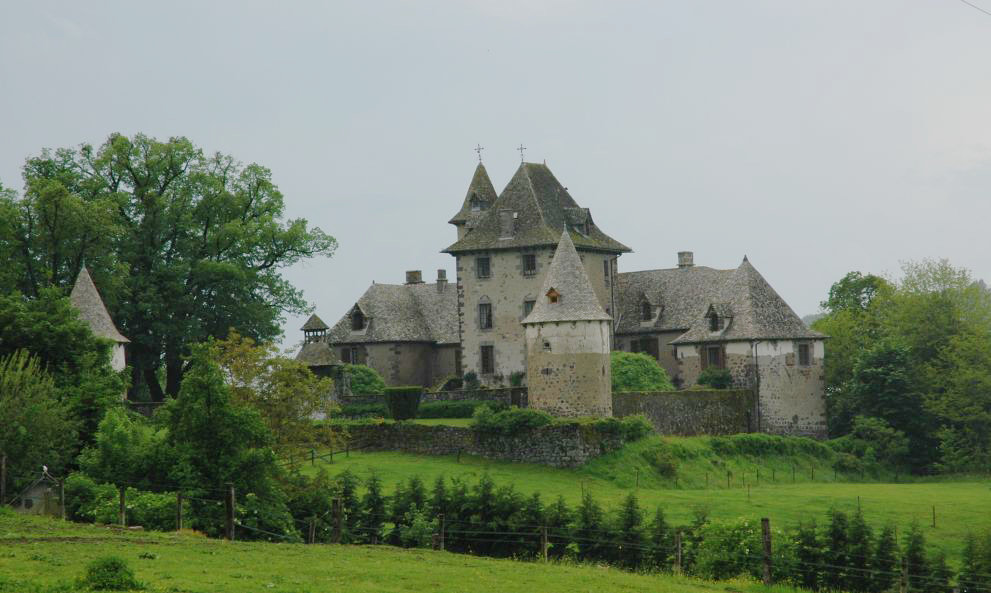
Замок Виксуз
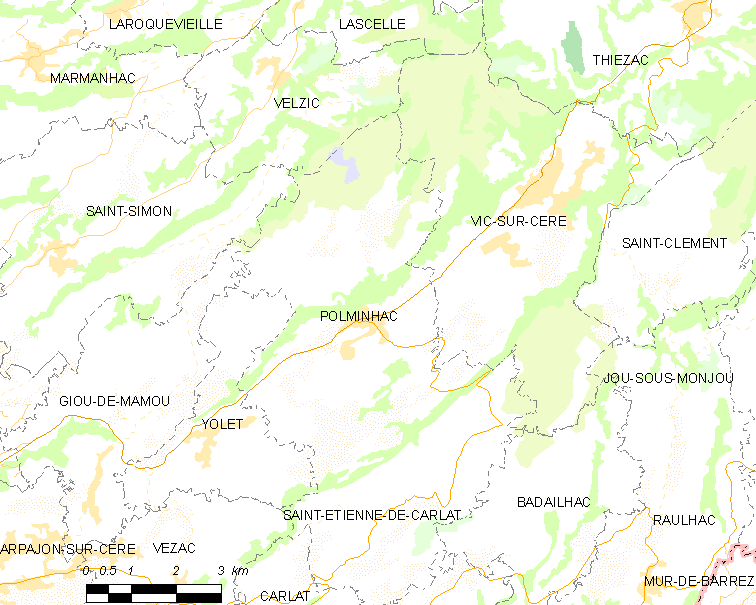
Карта коммуны